# Millerntor-Stadion
Millerntor-Stadion este un stadion situat în cartierul Sankt Pauli al orașului Hamburg din Germania. Este stadionul de casă al echipei de fotbal FC St. Pauli și are 29.446 de locuri.